# Palliduphantes lorifer
Palliduphantes lorifer är en spindelart som först beskrevs av Simon 1907.  Palliduphantes lorifer ingår i släktet Palliduphantes och familjen täckvävarspindlar.
Artens utbredningsområde är Spanien. Inga underarter finns listade i Catalogue of Life.